# Torre de Castellar del Riu
La torre de Castellar del Riu és una torre de defensa situada en terrenys del municipi de Castellar del Riu (Berguedà).

## Descripció
L'edifici, de reduïdes dimensions, és cobert a dues aigües amb el carener paral·lel a la façana de llevant i fet de teula àrab. Té forma de prisma de base rectangular, d'uns 8,50 m de llarg per 5,40 d'ample, la diagonal de la qual segueix la línia nord-sud. L'alçada és d'uns 10 m. Aquest edifici és de planta molt regular, sense els guerxaments que trobem sovint en els edificis de l'Edat Mitjana, tant si són religiosos, militars o civils, sovint construïts de manera barroera. Està dividit en tres plantes: baixos, pis i golfes, separades per sostres d'empostissat sobre bigues que, tot i que els d'ara no són els originals, deuen ser igual que els primitius. Aquests sostres descansen sobre uns relleixos que hi ha als paraments interiors dels murs, els quals, així, van minvant de guix a cada planta, per dins.

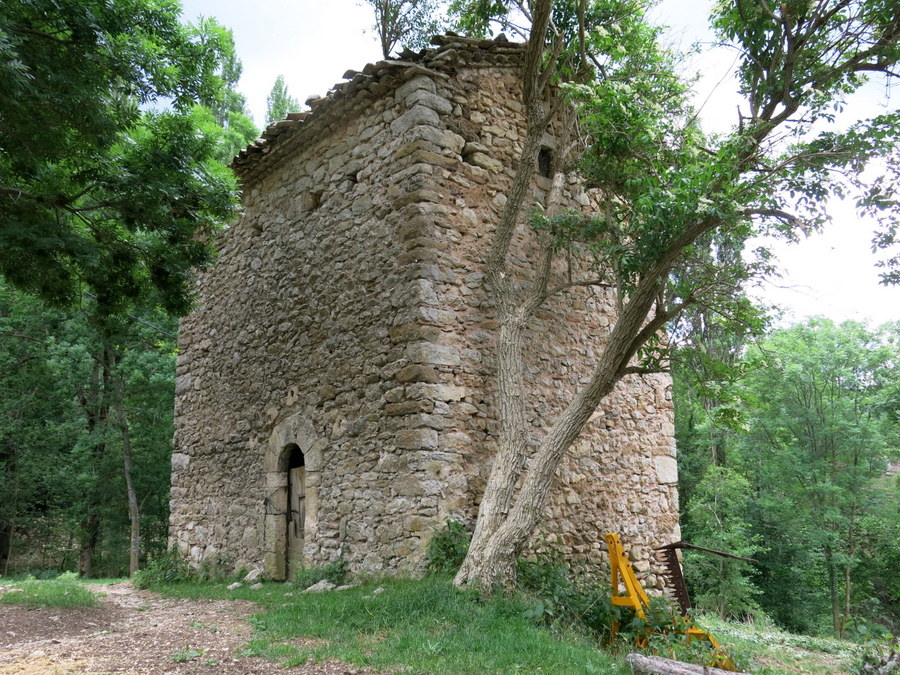
Segona torre. Segles XVI-XVII (juny 2015)

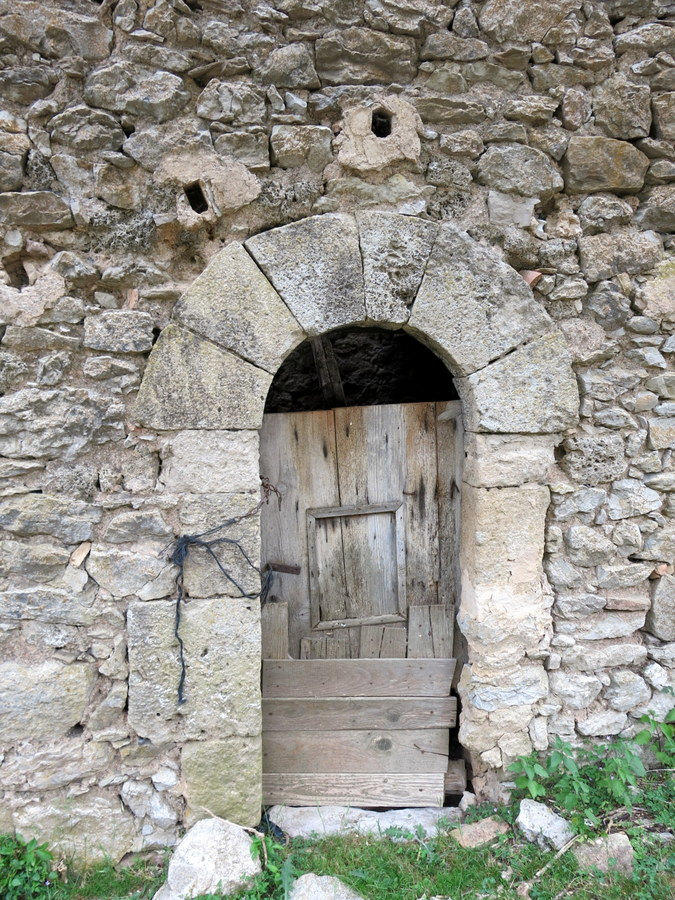
Segona torre. Portal adovellat (juny 2015)

Les parets són fetes amb carreus de figura rectangular i mides variables, mitjanes (d'uns 30 a 40 cm de llarg, per 15 o 20 d'alçada), més grossos a les cantonades, on són posats alternants de cap i ample.
El portal original devia ser al primer pis, igual com solia fer-se en els castells; és a la cara sud-est i encara és visible per dins l'arcada interior, de mig punt, feta de dovelles de pedra picada, que tenen una llargada de 43 cm, és a dir, d'una mida intermèdia entre les típiques del s. XII, curtes, i les gòtiques del XIV, molt llargues. Devia tenir uns 60 cm d'amplada. Encara que també és adovellat i de mig punt, l'arc del portal que hi ha als baixos, a la cara sud-oest, deu ser molt posterior a l'altre, de quan la torre ja havia perdut la seva finalitat defensiva. Ja en època moderna es cobrí amb una teulada a dues aigües, com la trobem actualment.
La datació del s. XIII és una hipòtesi basada en els seus elements constructius, que s'adiu bé amb una època d'inseguretat al Berguedà, consegüent a la desfeta càtara a Occitània.
La segona torre, separada de la casa, deu ser dels segles XVI-XVII. La degueren bastir en temps del bandolerisme perquè l'antiga, amb les edificacions que se li havien adjuntat, devia haver perdut les seves facultats defensives, i en aquelles centúries es devia tornar a sentir la necessitat d'un refugi.

## Història
Els particulars, alouers o propietaris de terres lliures de vassallatge, degueren sentir la necessitat de tenir un edifici que els oferís certes garanties de defensa contra possibles atacs,i alguns se'l construïren i l'anomenaren torre («turris»), fortalesa o força («fortitudo», «fortea») (3) i, excepcionalment, castell («castrum» o «castellum») si bé no tenia terme. D'aquestes torres o fortaleses sense terme, de simples particulars, en queden tres al Berguedà: les de Foix, Riu i Faia.